# Општина Лунка (Муреш)
Лунка (рум. Lunca) општина је у Румунији у округу Муреш.
Oпштина се налази на надморској висини од 446 m.